# Операція «ЧеГевара»
«Операція “ЧеГевара”» (рос. «Операция “ЧеГевара”») — український російськомовний мелодраматичний телефільм 2008 року режисера Ахтема Сеітаблаєва, сценариста Олексія Андрієнка та знятий компанією Медіа Арт Продакшн із Валентином Гафтом, Павлом Майковим, Лесею Самаєвою та Михайлом Процьком у головних ролях. Прем'єра кінострічки відбулася у 2008 році.

## Сюжет
У центрі сюжету хлопчик, що живе в сім'ї заможних батьків, де увага до нього стала справжньою рідкістю. Його батько — успішний бізнесмен, який цілими днями зайнятий зароблянням грошей, а мати, прагнучи кар'єрних вершин, також не знаходить часу для сина. Протягом п'яти років ніхто не прочитав хлопчику нічого, окрім казки про Колобка. Навіть похід у цирк, що на сусідній вулиці, здається неможливим через постійну зайнятість батьків. Хлопчик починає мріяти про дідуся, особливо бачачи, як його знайомий весело проводить час зі своїм. Дід носить футболку із зображенням Ернесто Че Гевари, кубинського революціонера, та стає для хлопчика справжнім прикладом. Щоб компенсувати нестачу уваги, батьки вирішують найняти для сина так званого «дідуся» — самотнього літнього чоловіка Василя Петровича.

## Акторський склад
- Валентин Гафт — Василь Петрович
- Павло Майков — Володя
- Леся Самаєва — Оля
- Михайло Процько — Лесик
- Дмитро Лук'янов
- Олег Мєсєча
- Ольга Волкова
- Римма Зюбіна — вихователька дитячого садочка